# Caribbean Stud Poker
Caribbean Stud Poker is een op poker gebaseerd kaartspel dat in casino's wordt aangeboden. Voor de volgorde van de verschillende poker combinaties, zie poker.

## Opzet
Het spel wordt met 52 kaarten gespeeld. Men zet een "ante" in tegen de bank. Daarna krijgt iedereen 5 dichte kaarten. De croupier, die als bankhouder optreedt, krijgt eveneens 5 kaarten, waarvan er 4 dicht zijn en één open op tafel ligt voor alle spelers zichtbaar, zoals bij blackjack. Nu bekijken alle spelers hun kaarten en beslissen zij of ze weggaan (fold) en daarmee hun "ante" verliezen, of dat ze meegaan (raise) en nog een inzet plaatsen, die het dubbele is van hun "ante". Daarna draait de bank de andere 4 kaarten open en rangschikt de beste pokerhand. Is deze Aas, Vrouw, Boer, 10, 9 of lager, dan gaat de bank "niet mee" en worden alle "antes", die niet zijn opgegeven 1 tegen 1 uitbetaald, de tweede inzetten (raise) blijven staan en worden niet uitbetaald. Heeft de bank Aas, Heer, 4, 3, 2 of hoger, dan wordt deze hand vergeleken met die van de speler. Heeft de bank de hoogste combinatie, dan verliest de speler zijn "ante" en de tweede inzet, de "raise". Heeft de speler de hoogste combinatie dan wordt de "ante" eenmaal uitbetaald en de "raise" afhankelijk van de hoogte van de winnende combinatie; wint de speler met een paar is dat één tegen één, wint de speler met een royal flush kan dit wel honderdmaal de inzet zijn. Casino's kunnen hiervoor verschillende uitbetalingsschema's hanteren, dit is van invloed op het nadeel dat een speler heeft bij dit spel. Natuurlijk is het verboden om met andere spelers de kaarten te bespreken, dan wel te tonen, laat staan uit te wisselen.

## Jackpot
Voor het begin van het spel kunnen spelers voor een klein bedrag, 50 cent tot € 2,- meespelen met de Jackpot. Bij iedere deelname stijgt die Jackpot. Krijgt een speler een flush, een full house, een carré, een straight flush of een royal flush, keert de Jackpot een bepaald bedrag of percentage uit, onafhankelijk van het feit of de bank wel of niet kan meegaan. Meestal is dit een vast bedrag bij een flush of full house en de gehele Jackpot bij een Royal Flush. Het nadeel op deze kleine inzetten is in het begin fors; 25 à 30%, maar omdat de Jackpot oploopt, loopt het nadeel terug en kan als de Jackpot hoog genoeg is omslaan in een voordeel. De meeste mensen doen mee aan de Jackpot omdat zij niet het risico willen lopen de royal flush te rapen, als de bank zich niet kwalificeert, want in dat geval wint men alleen de "ante".

## Strategie
Het casino heeft een voordeel van enkele procenten, oplopend tot ongeveer 5%, afhankelijk van het uitbetalingsschema op de 2de inzet. Maar wanneer moet met men nu meegaan en wanneer de "ante" opgeven? Er is een simpele strategie die de optimale ingewikkelde strategie zeer dicht benadert met een verschil van minder dan 0,01%:
- Regel 1: Ga altijd mee (raise) met een paar, ook als dit 2, 2, 5, 4, 3 is.
- Regel 2: Loop altijd weg met Aas, Vrouw of lager.
- Regel 3: Ga mee met Aas, Heer, als de open kaart van de bank een Vrouw is of lager en u die kaart óók in handen heeft. Als de bank een 5 toont en u heeft een 5 wordt de kans kleiner dat de bank een paar vijven heeft.
- Regel 4: Als de bank een Aas of een Heer toont gaat u mee als u Aas, Heer, Vrouw heeft of Aas, Heer, Boer.
- Regel 5: In alle andere gevallen gaat u alleen mee als u Aas, Heer, Vrouw heeft en de 4de kaart hoger is dan de open kaart van de bank (u heeft geen gelijke kaart in handen, zoals bij regel 3).

Amerikaanse roulette · Franse roulette · Black Jack · Poker · Caribbean Stud Poker · Pai Gow Poker · Sic Bo · Punto Banco / Baccarat · 
Craps · Money Wheel · Trente et Quarante